# كونور تشين
كونور تشين (بالإنجليزية: Conor Chinn)‏ هو لاعب كرة قدم أمريكي، ولد في 29 أغسطس 1987 في لاهويا في الولايات المتحدة. لعب مع أتلانتا سيلفرباكس وريال سالت ليك ونيويورك ريد بولز.

## وصلات خارجية
- كونور تشين على موقع الدوري الأمريكي (الإنجليزية)
- كونور تشين على موقع قاعدة بيانات كرة القدم.إي يو (الإنجليزية)